# Ílinden
Ílinden (macedònic: Илинден) és una municipalitat al nord de Macedònia del Nord. Ílinden també és el nom de la vila on hi la seu municipal.
La municipalitat limita amb Aratxínovo al nord, Petrovec al sud, Gran Skopje: (Gazi Baba) a l'oest i Kumànovo a l'est.

## Demografia
La població total del municipi és de 15,984 habitants. Segons el cens del 1994 hi havia 14,512 habitants. és un municipi rural, amb 12 localitats.